# Екоіндустріальний парк

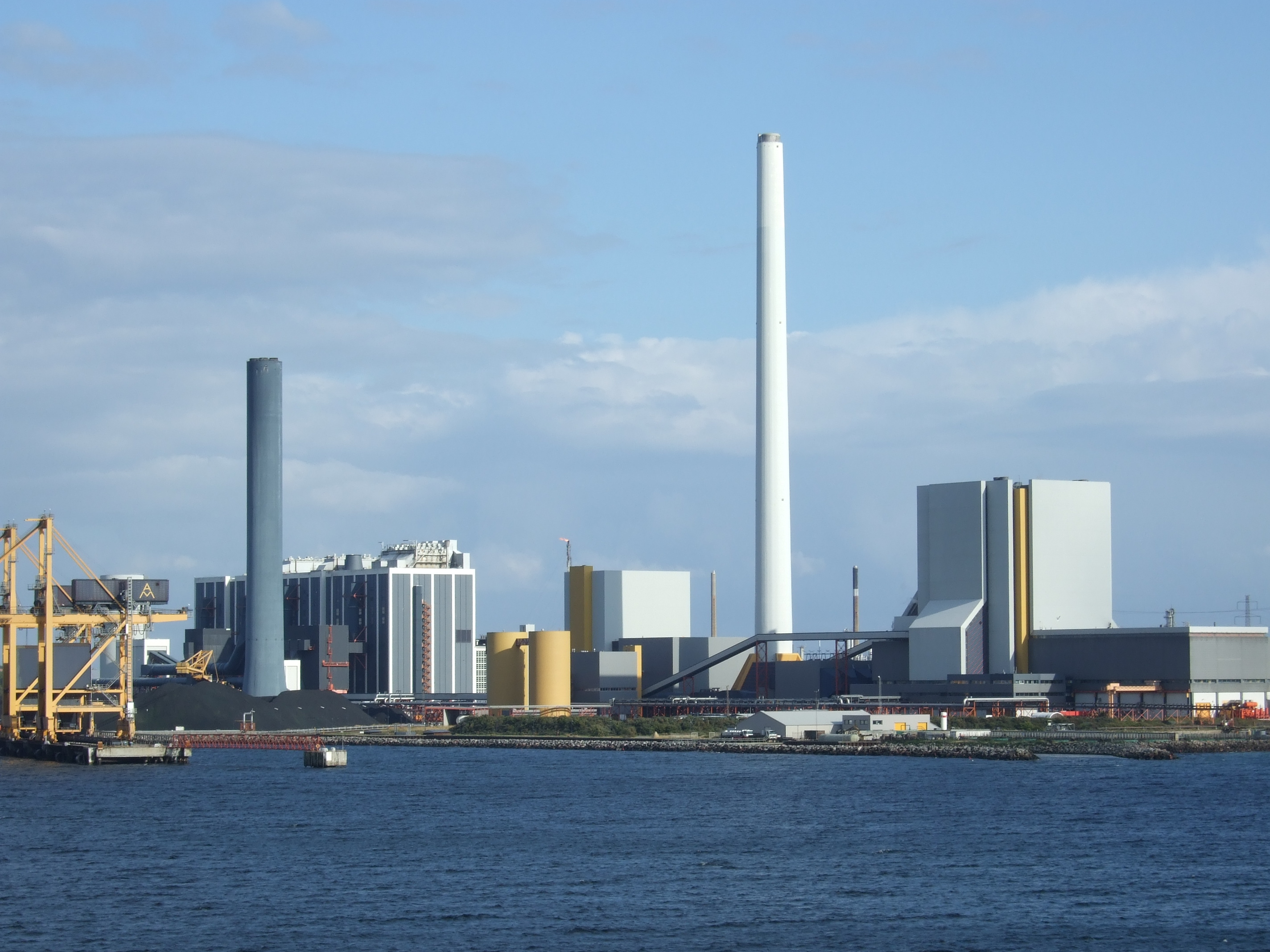
Вид на екопромисловий парк Калундборг

Екоіндустріальний парк (ЕКП) — це індустріальний парк, у якому підприємства та бізнес співпрацюють з місцевою громадою, намагаючись зменшити відходи та забруднення, ефективно обмінюватися ресурсами (такими як інформація, матеріали, вода, енергія, інфраструктура та природні ресурси), а також сприяти досягненню сталого розвитку з метою збільшення економічних вигод і покращення якості навколишнього середовища. ЕКП також можна спланувати, спроєктувати та створити таким чином, щоб бізнесам було легше співпрацювати, що це призвело б до більш фінансово обґрунтованого та екологічно чистого проєкту для розробника.
У Посібнику з екоіндустріального парку зазначено, що «Екоіндустріальний парк — це спільнота виробничих підприємств, підприємств, що надають послуги, розташованих разом на спільній території. Члени прагнуть покращення екологічних, економічних і соціальних показників шляхом співпраці в управлінні проблемами навколишнього середовища та ресурсів».
Ґрунтуючись на концепціях промислової екології, стратегії співпраці включають не лише переробку відходві (обмін «відходи на корм»), але також можуть набувати форми каскадування стічних вод, спільної логістики та засобів доставки та прийому, спільного паркування, зелені блоки закупівлі технологій, модернізація зеленого будівництва за участю багатьох партнерів, системи централізованої енергетики та місцеві освітні та ресурсні центри. Це застосування системного підходу, у якому проєкти та процеси/діяльність інтегровані для досягнення кількох цілей.
ЕКП можуть бути розроблені як нові земельні проєкти, де еко-промислові наміри присутні на всіх етапах планування, проєктування та будівництва, або розроблені шляхом модернізації та нових стратегій в існуючих промислових центрах

## Приклади

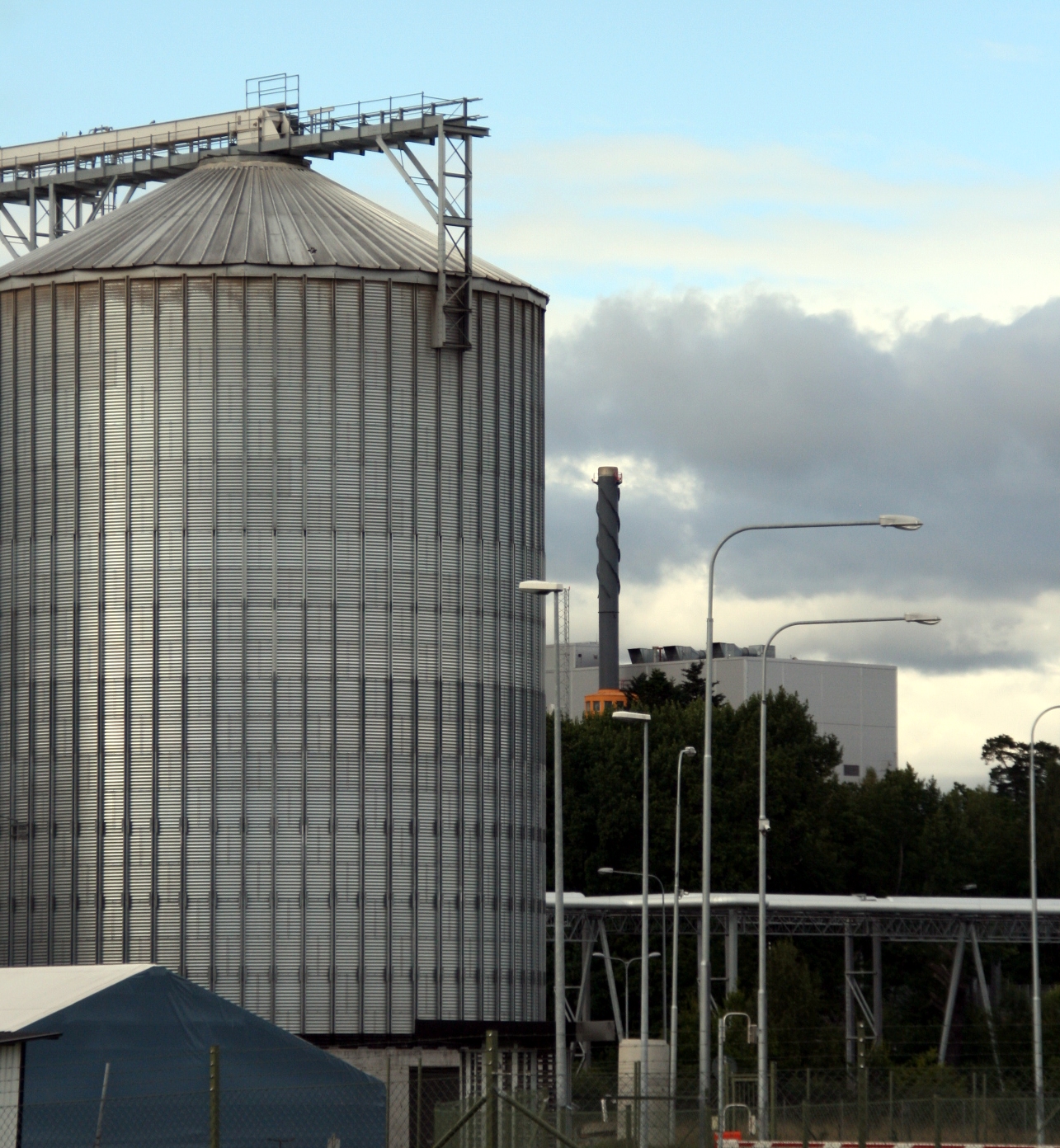
Приклад індустріального симбіозу. Відпрацьована пара зі сміттєспалювального заводу (праворуч) направляється на завод по виробництву етанолу (ліворуч), де вона використовується як вихідна речовина для виробничого процесу.

«Промисловий симбіоз» є спорідненою, але більш обмеженою концепцією, згідно з якою компанії в регіоні співпрацюють, щоб використовувати побічні продукти одна одної або іншим чином обмінюватися ресурсами. У Калундборзі, Данія, симбіоз з'єднує вугільну електростанцію потужністю 1500 МВт із громадою та іншими компаніями. Надлишок тепла від цієї електростанції використовується для опалення 3500 місцевих будинків. З сусідньої рибної ферми, осад продають як добриво. Пара з електростанції продається компанії Ново Нордіск, виробнику фармацевтичних препаратів і ферментів, а також заводу Equinor. Це повторне використання тепла зменшує кількість теплового забруднення, що викидається у сусідній фіорд. Крім того, побічний продукт скрубера діоксиду сірки електростанції містить гіпс, який продається виробнику гыпсокартону. Майже всі потреби виробника в гіпсі задовольняються таким чином, що зменшує кількість необхідного відкритого видобутку. Крім того, зола виносу та клінкер з електростанції використовуються для будівництва доріг та виробництва цементу.
Промисловий симбіоз у Калундборзі не був створений як ініціатива зверху вниз, а натомість розвивався поступово. Оскільки екологічні норми стали суворішими, фірми були мотивовані зменшити витрати та перетворити свої побічні продукти на економічні продукти.
У Канаді екоіндустріальні парки існують по всій країні та користуються певним успіхом. Найвідомішим прикладом є парк Бернсайд у Галіфаксі, Нова Шотландія. За підтримки Центру екоефективності Університету Далхаузі понад 1500 підприємств покращують свою екологічну ефективність і розвивають прибуткові партнерства. Згодом в Альберті було розпочато дві нові промислові розробки: еко-промисловий парк ТайгаНова знаходиться в центрі нафтових пісків Атабаска, а еко-промисловий парк Інновіста є воротами до Скелястих гір ~300 км на захід від Едмонтона.
UNIDO Viet Nam (Організація промислового розвитку ООН) у 2015 році склала список екопромислових парків в Економічному співтоваристві АДПСА у звіті під назвою «Економічні зони в АДПСА», написаному Арно Моріссоном.

## Інше використання
ЕКП також стосуються індустріальних парків, де застосовано «зелений» підхід до інфраструктури та розвитку території. Це включає зелену інфраструктуру, пов'язану з системами відновлюваної енергії; управління зливовими, ґрунтовими та стічними водами; дорожніми покриттями; та управлінням попитом на транспортуванням.
ЕКП часто використовуються як стимул для диверсифікації економіки в громаді чи регіоні, де вони розташовані. Основні орендарі, такі як виробники біопродуктів або об'єкти з переробки відходів в енергію тощо, можуть залучити додаткові підприємства як постачальників, збирачів сміття чи його переробників, постачальників послуг, кінцевих користувачів та інші підприємства, які можуть отримати вигоду від екопромислових стратегій.

## Рекомендоване використання
Пропонується використовувати ЕКП як засіб розвитку сектора відновлюваної енергетики. У випадку заводу з виробництва сонячних фотоелектричних ЕКП може підвищити ефективність виробництва, щоб зробити його більш економічним, одночасно зменшуючи вплив виробництва сонячних елементів на навколишнє середовище. По суті, це сприяє зростанню галузі відновлюваної енергетики та екологічним перевагам, які приходять із заміною викопного палива.

## Подальше читання
- Озеленення асфальтних гектарів . Альберта Венчур, серпень 2008 р.
- Екопромислові зони: підтримка багатства промислових розробок . Електронний журнал «Створення стійких спільнот», січень 2009 р.
- Популярність еко-промислових парків зростає . Журнал Business Edge, листопад 2008 р.
- Економічні зони в АСЕАН. ЮНІДО, 2015 рік.